# Монастир Енсьо (Нара)
Монасти́р Енсьо́ або Енсьо́-дзі (яп. 円照寺, えんしょうじ, МФА: [enɕoː d͡ʑi], «монастир круглого сяйва») — буддистський монастир в Японії.  Належить секті Ріндзай.   Розташований за адресою: префектура Нара, місто Нара, квартал Яма 1312. Монастирський титул — гора Всерозуміння.  Заснований 1641 року. Головною святинею монастиря є статуя бодгісаттви Ньоїрін. 
 Заснований принцесою-черницею Бунті, донькою Імператора Ґо-Мідзуноо. Початково находився на території монастиря Сюґакуїн в районі Хіґасіяма, Кіото. 1655 року перенесений до села Ясіма провінції Ямато, а 1669 року — до села Яма тієї ж провінції. Від часу заснування управлявся виключно жінками, що походили з Імператорської родини Японії. Центр школи Яма мистецтва ікебани. Щорічно другого понеділка квітня проводить свято підношення квітів буддистським образам. Прообраз монастиря Ґессюдзі в оповіданні «Весняний сніг» японського письменника Місіми Юкіо. Закритий для відвідування мирянами.